# Wilhelm Günther
Wilhelm Günther, född 21 april 1899 i Ermenrod, död 1945, var en tysk SS-Brigadeführer. Han var under andra världskriget bland annat SS- och polischef i Rowno (Rivne) i det av Nazityskland ockuperade Ukraina.

## Biografi
Günther stred i första världskriget. Därefter studerade han elektroteknik. Han blev medlem i NSDAP 1932 och i SS året därpå. Under åren 1933–1939 var han verksam inom Sicherheitsdienst, SS:s säkerhetstjänst. Efter andra världskrigets utbrott 1939 utnämndes Günther till inspektör för Sicherheitspolizei (Sipo) och Sicherheitsdienst (SD) i Stettin. Två år senare fick han samma befattning i Kassel.
Från maj till augusti 1942 var Günther kortvarigt SS- och polischef för området Bergvölker-Ordskonikidse. Bergvölker gick även under beteckningen Berg-Kaukasien och syftar på Nordkaukasus. Därefter var han i knappt två år SS- och polischef i Rivne. I maj 1944 utnämndes han till befälhavare för Sicherheitspolizei och Sicherheitsdienst i Trieste.